# Convención sobre la Esclavitud

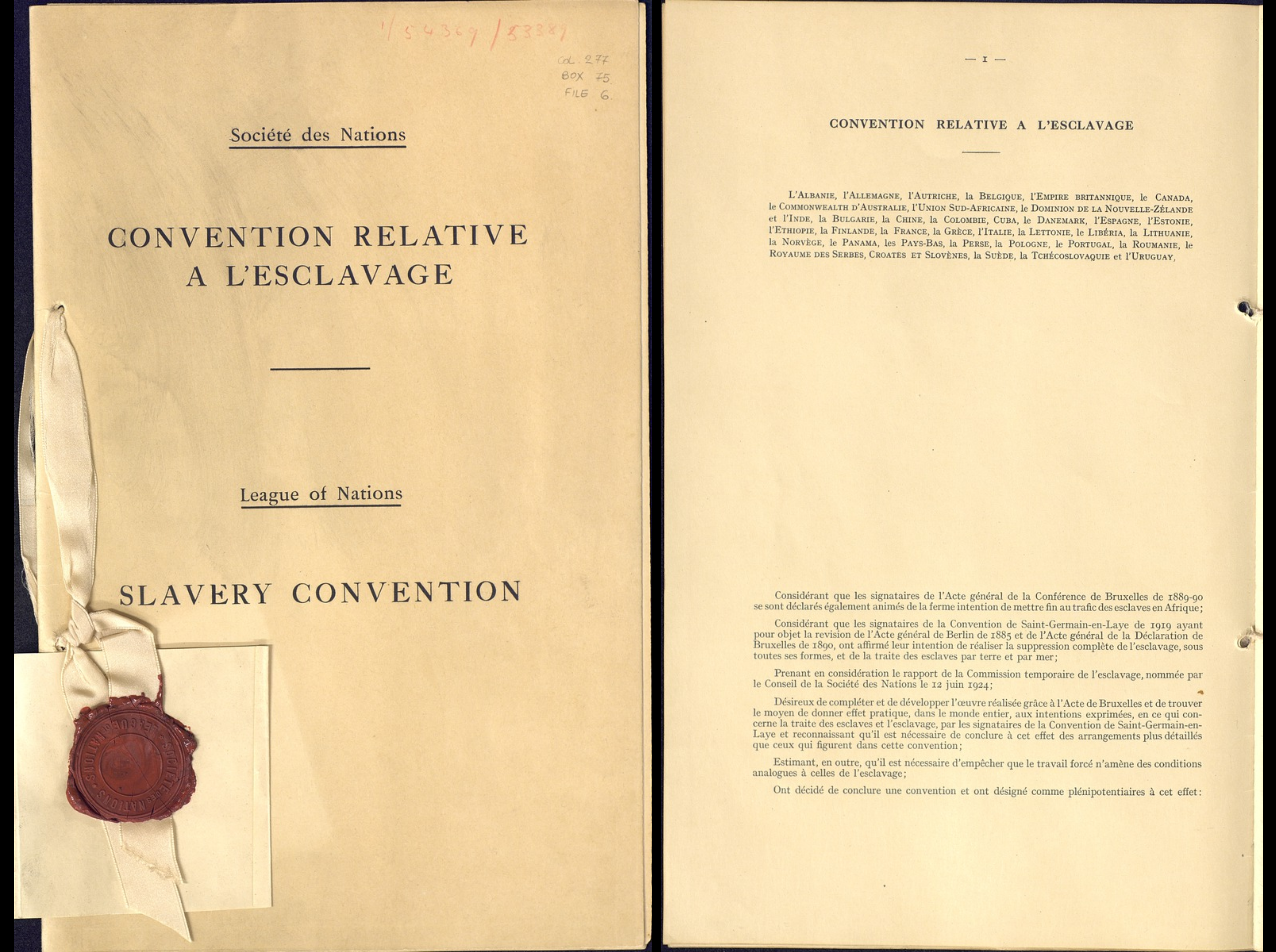
Portada de la Convención sobre la Esclavitud, firmada el 25 de septiembre de 1926

La Convención sobre la Esclavitud es un tratado internacional propuesto por la Sociedad de Naciones y firmado el 25 de septiembre de 1926 en Ginebra (Suiza) (en vigor desde el 9 de marzo de 1927) que declara ilegal la esclavitud y crea un mecanismo internacional para perseguir a quienes la practican. La Organización de las Naciones Unidas, como sucesora de la Sociedad de Naciones, asume los compromisos de la Convención.

## Definición de esclavitud
La Convención define la esclavitud como "el estado o condición de un individuo sobre cuál se ejercitan los atributos del derecho de propiedad o alguno de ellos" (artículo 1º) y la trata de esclavos como "todo acto de captura, adquisición o cesión de un individuo para venderle o cambiarle; todo acto de cesión por venta o cambio de un esclavo adquirido para venderle o cambiarle y, en general, todo acto de comercio de transporte de esclavos" (artículo 2º). 

## Obligaciones de los Estados parte
Las obligaciones fundamentales de los Estados parte en la Convención son prevenir y reprimir la trata de esclavos y procurar de una manera progresiva, y tan pronto como sea posible, la supresión completa de la esclavitud en todas sus formas en los territorios colocados bajo su soberanía, jurisdicción, protección, dominio o tutela, lo cual incluía las colonias y demás territorios dependientes.
Los Estados parte asumían igualmente obligaciones para evitar el comercio internacional de esclavos y para evitar que el trabajo forzoso, impuesto por necesidades de utilidad pública, se convirtiera en una forma de esclavitud.
Los Estados se comprometían a tomar medidas legislativas, incluso penales, y administrativas para luchar contra la esclavitud y la trata de esclavos, a prestarse recíproca cooperación a este fin.

## El Protocolo de 1953
El 7 de diciembre de 1953 se firmó en Nueva York un Protocolo para modificar la Convención sobre la Esclavitud firmada en Ginebra el 25 de septiembre de 1926, por el cual se transferían a la Organización de las Naciones Unidas las funciones asignadas en la Convención a varios organismos de la Sociedad.

## Convención suplementaria de 1956
El 7 de septiembre de 1956 se firmó en Ginebra la Convención suplementaria sobre la abolición de la esclavitud, la trata de esclavos y las instituciones y prácticas análogas a la esclavitud para extender la prohibición y persecución acordadas en 1926 a determinadas conductas que se consideraban análogas o asimilables a la esclavitud.
Se establecía la obligación de abolir y perseguir las siguientes conductas:
1. La servidumbre por deudas, o sea el estado o la condición que resulta del hecho de que un deudor se haya comprometido a prestar sus servicios personales, o los de alguien sobre quien ejerce autoridad, como garantía de una deuda, sí los servicios prestados, equitativamente valorados, no se aplican al pago de la deuda, o si no se limita su duración ni se define la naturaleza de dichos servicios;
2. La servidumbre de la gleba, o sea, la condición de la persona que está obligada por la ley, por la costumbre o por un acuerdo a vivir y a trabajar sobre una tierra que pertenece a otra persona y a prestar a ésta, mediante remuneración o gratuitamente, determinados servicios, sin libertad para cambiar su condición;
3. Toda institución o práctica en virtud de la cual:
  - i) Una mujer, sin que le asista el derecho a oponerse, es prometida o dada en matrimonio a cambio de una contrapartida en dinero o en especie entregada a sus padres, a su tutor, a su familia, o cualquier otra persona o grupo de personas;
  - ii) El marido de una mujer, la familia o el clan del marido tienen el derecho de cederla a un tercero a título oneroso o de otra manera;
  - iii) La mujer, a la muerte de su marido, puede ser transmitida por herencia a otra persona;
4. Toda institución o práctica en virtud de la cual un niño o un joven menor de dieciocho años es entregado por sus padres, o uno de ellos, o por su tutor, a otra persona, mediante remuneración o sin ella, con el propósito de que se explote la persona al trabajo del niño o del joven.